# Brochymena apiculata
Brochymena apiculata är en insektsart som beskrevs av Van Duzee 1923. Brochymena apiculata ingår i släktet Brochymena och familjen bärfisar. Inga underarter finns listade i Catalogue of Life.